# باوناتال
بواناتال (بالألمانية: Baunatal) هي بلدة، مدينة و بلدة ألمانية تقع في ألمانيا في كاسل. يقدر عدد سكانها بـ 27,762 نسمة .

## المدن التوأمة
مدن Vrchlabí، Vire، زانغرهاوزن و سان سباستيان دي لوس رييس هي مدن توأمة لـبواناتال.